# Велика Жорновка
Велика Жорновка (біл. вёска Вялікая Жорнаўка) — село в складі Гродненського району Гродненської області, Білорусь. Село підпорядковане Індурській сільській раді, розташоване в західній частині області.